# Proprioseius kumaonensis
Proprioseius kumaonensis är en spindeldjursart som beskrevs av Gupta 1982. Proprioseius kumaonensis ingår i släktet Proprioseius och familjen Phytoseiidae. Inga underarter finns listade i Catalogue of Life.